# Trần Phú, Quy Nhơn
Trần Phú là một phường thuộc thành phố Quy Nhơn, tỉnh Bình Định, Việt Nam.

## Địa lý
Phường Trần Phú có diện tích 2,32 km², dân số năm 2022 là 38.806 người, mật độ dân số đạt 16.726 người/km².

## Lịch sử
Tính đến ngày 31 tháng 12 năm 2022, phường Lê Hồng Phong có 7 khu vực: 3, 4, 5, 6, 7, 8, 9. Phường Lý Thường Kiệt có 4 khu vực: 2, 3, 4, 5. Phường Trần Phú có 6 khu vực: 1, 2, 3, 4, 5, 6.
Ngày 24 tháng 10 năm 2024, Ủy ban Thường vụ Quốc hội ban hành Nghị quyết số 1257/NQ-UBTVQH15 về việc sắp xếp đơn vị hành chính cấp xã của tỉnh Bình Định giai đoạn 2023 – 2025 (nghị quyết có hiệu lực từ ngày 1 tháng 12 năm 2024). Theo đó, sáp nhập toàn bộ 0,97 km² diện tích tự nhiên, quy mô dân số là 17.954 người của phường Lê Hồng Phong và toàn bộ 0,69 km² diện tích tự nhiên, quy mô dân số là 9.311 người của phường Lý Thường Kiệt vào phường Trần Phú.
Phường Trần Phú có 2,32 km² diện tích tự nhiên và quy mô dân số là 38.806 người.